# Castelo de Castelnau-de-Lévis

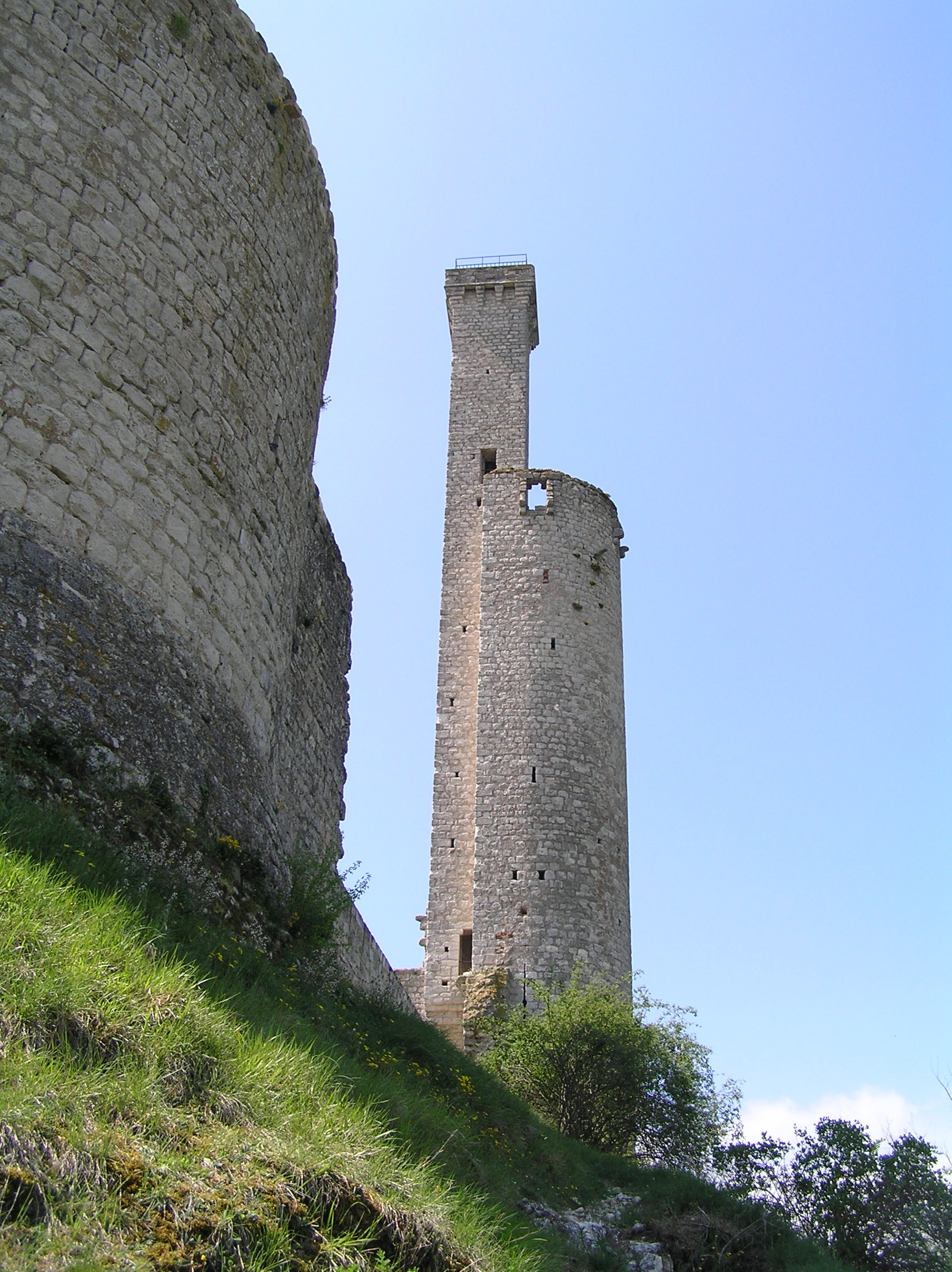
Castelo de Castelnau-de-Lévis

O Castelo de Castelnau-de-Lévis é um castelo na comuna de Castelnau-de-Lévis no departamento de Tarn, na França.
O castelo foi construído no início do século XIII por Gicard Alamon, e denominado Castelnau de Bonnafonds . Foi reconstruído no século XV, quando a seigneurie passou a ser propriedade de Hugues d 'Amboise, barão d'Aubijoux; o feudo permaneceu com os seus descendentes até ao século XVII. O neto de Hugues, Louis d'Amboise, o conde d'Aubijoux e o barão de Castelnau-de Bonnafous, restaurou o castelo e habitou-o. A estreita torre quadrada (tour de guet) tem 40m de altura.
Além da torre de vigia, tudo o que resta actualmente são restos de outros edifícios. A partir do castelo, há uma boa vista de Albi e do vale Tarn.
O castelo é propriedade privada. Está classificado desde 1909 como monumento histórico pelo Ministério da Cultura da França.